# Kantatie 79
La Kantatie 79 (in svedese Stamväg 79) è una strada principale finlandese. Ha inizio a Rovaniemi e si dirige verso nord, per poi virare ad ovest, verso il confine svedese, dove si conclude dopo 231 km nei pressi di Muonio.

## Percorso
La Kantatie 79 attraversa, oltre i comuni di partenza ed arrivo, il solo comune di Kittilä.

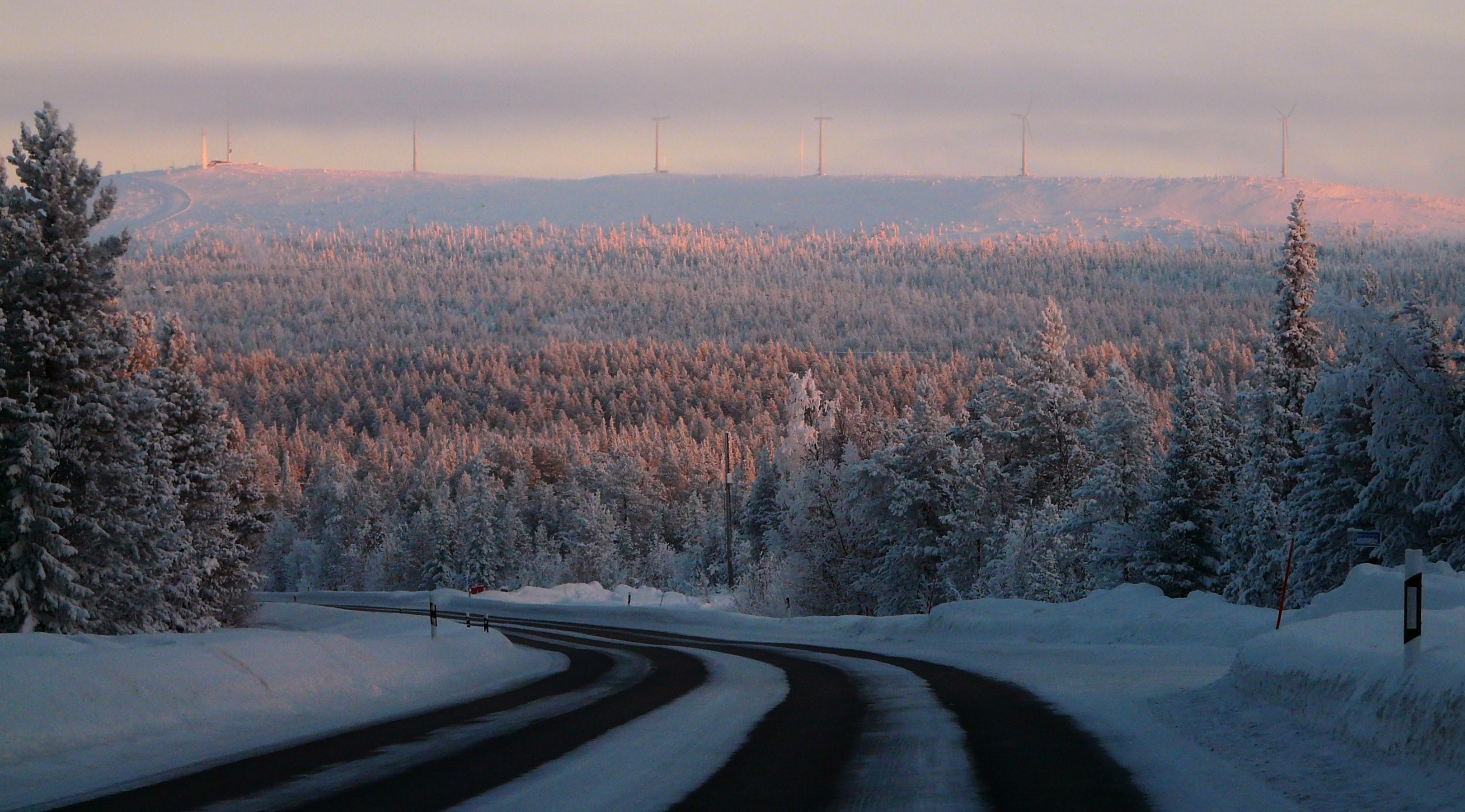
La Kantatie 79 ad Olonstunturi, Rovaniemi